# قرفيص
قرفيص قرية تقع في محافظة اللاذقية في الساحل السوري.
من القرى القديمة في الساحل السوري تتبع لناحية القطيلبية، تطل على البحر الأبيض المتوسط من على مرتفع جميل مغطى بالأشجار دائمة الخضرة على مدار العام، وذات إطلالات ساحرة على الجبال والبحر والوديان كما أنها تطل على بحيرة السن العذبة.
أُحدِثت فيها بلدية قبل عشرات السنين تقوم بتقديم الخدمات المختلفة وتطوير وتجميل البلدة والقرى والمزارع التابعة لها.
تتبع لبلدة قرفيص القرى التالية: قرية العقيبة - قرية الزهراء - قرية دوير بعبدة - قرية البرازين، إضافةً إلى مزارع قرية قرفيص وهي مزرعة السن ومزرعة بشنانا.

## مشاهير
- أحمد عباس يوسف، (1913 - 1980) شاعر. [2]